# Gouverneur, New York
Gouverneur, New York (енгл. Gouverneur) град је у америчкој савезној држави Њујорк.

## Демографија
По попису из 2010. године број становника је 3.949, што је 314 (-7,4%) становника мање него 2000. године.
| Група             | 2000.         | 2010.         |
| Белци             | 3.985 (93,5%) | 3.709 (93,9%) |
| Афроамериканци    | 76 (1,8%)     | 44 (1,1%)     |
| Азијати           | 17 (0,4%)     | 31 (0,8%)     |
| Хиспаноамериканци | 97 (2,3%)     | 87 (2,2%)     |
| Укупно            | 4.263         | 3.949         |